# Гирсовский карьер
Гирсовский Карьер — населенный пункт в Юрьянском районе Кировской области в составе Гирсовского сельского поселения.

## География
Находится на правом берегу реки Вятка на расстоянии примерно 15 километров на северо-запад по прямой от центра города Киров к западу от железнодорожного моста через Вятку.

## История
Населенный пункт известен с 1950 года, когда здесь было учтено 23 хозяйства и 46 жителей. В 1989 году оставался 31 человек. 

## Население
Постоянное население  составляло 25 человек (русские 100%) в 2002 году, 43 в 2010.